# El Desengaño, Oaxaca
El Desengaño är en ort i Mexiko.   Den ligger i kommunen San Juan Bautista Tuxtepec och delstaten Oaxaca, i den sydöstra delen av landet, 400 km öster om huvudstaden Mexico City. El Desengaño ligger 30 meter över havet och antalet invånare är 362.
Terrängen runt El Desengaño är platt, och sluttar norrut. Runt El Desengaño är det ganska tätbefolkat, med 160 invånare per kvadratkilometer. Närmaste större samhälle är Tuxtepec, 2,5 km nordväst om El Desengaño. Omgivningarna runt El Desengaño är en mosaik av jordbruksmark och naturlig växtlighet.